# Presa de la Amistad
La presa de la Amistad es una presa binacional ubicada en el cauce del Río Bravo entre los límites de Coahuila, México y Texas, Estados Unidos; fue inaugurada en 1969 por los presidentes Richard Nixon y Gustavo Díaz Ordaz, sus centrales hidroeléctricas tienen una capacidad de generar 132 megawatts de energía eléctrica, la cual es distribuida en igualdad a ambas naciones, su embalse es aproximado a 3,887 hectómetros cúbicos, el cual es llamado el embalse la Amistad, es operado por la Comisión Internacional de Límites y Aguas.

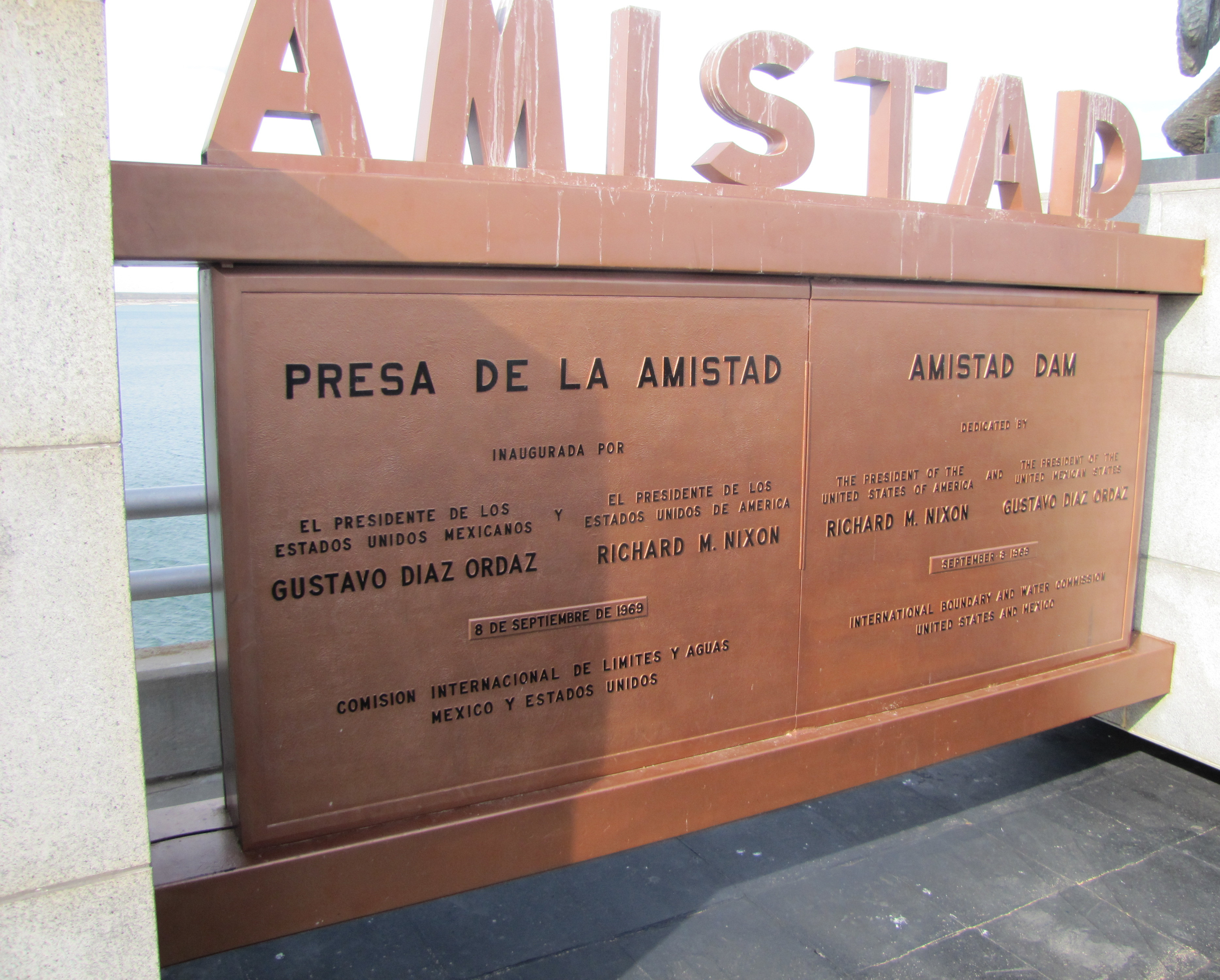
Placa conmemorativa de la inauguración de la presa La Amistad, 1969
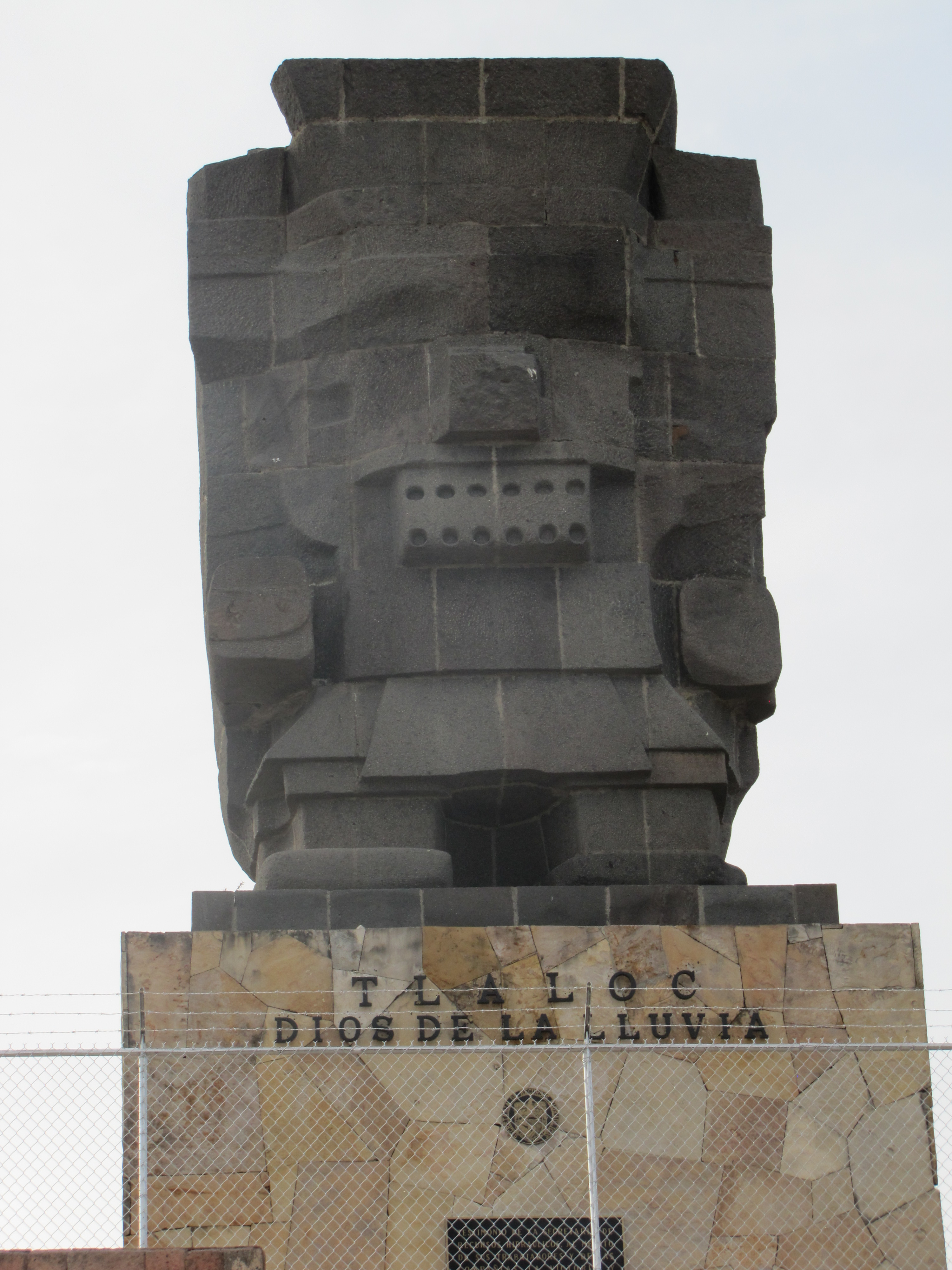
Réplica de Tlaloc a la entrada del Parque Tlaloc, lugar de fin de semana para la población local de Ciudad Acuña
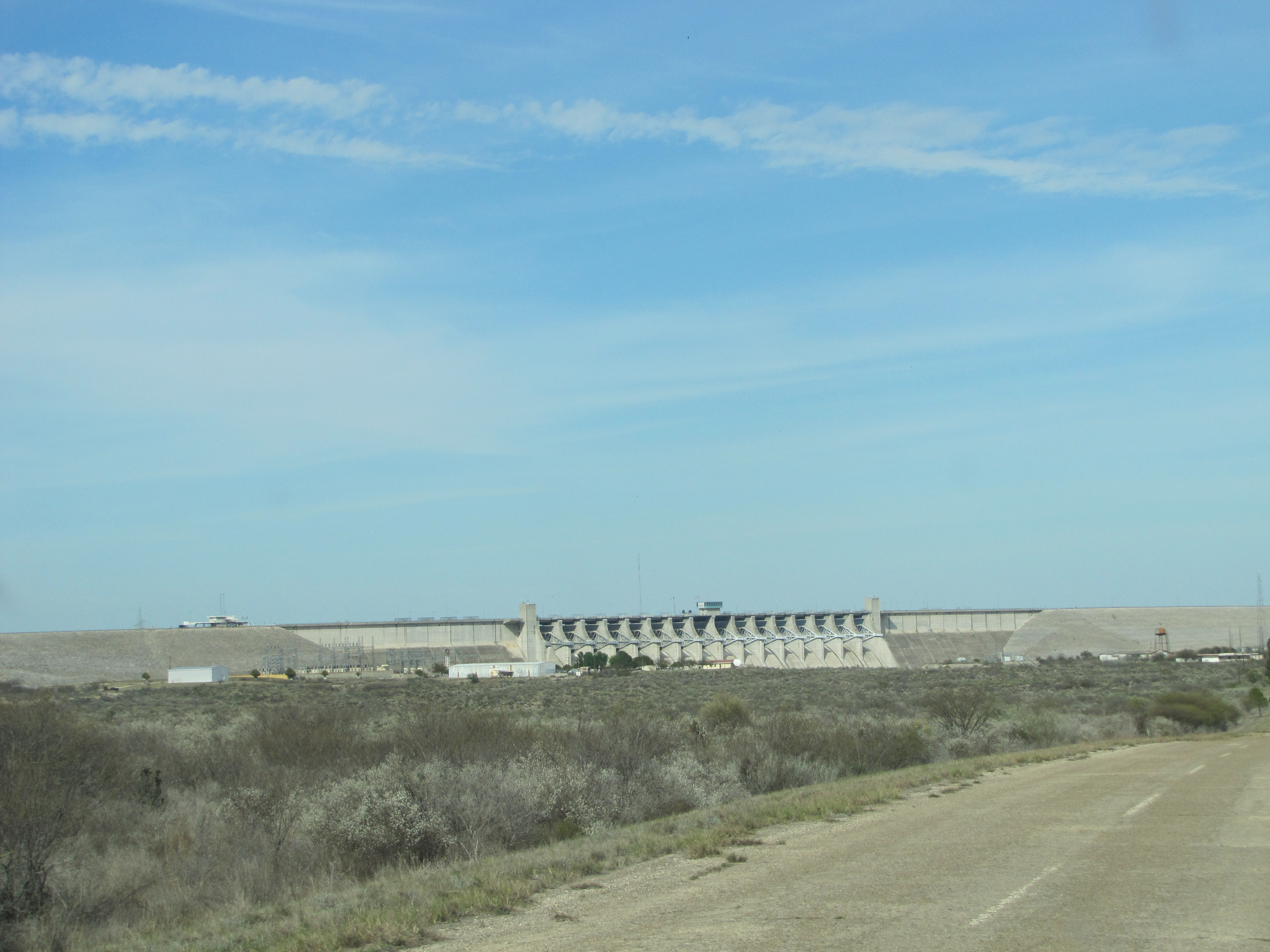
Acercándose a la presa La Amistad desde Ciudad Acuña
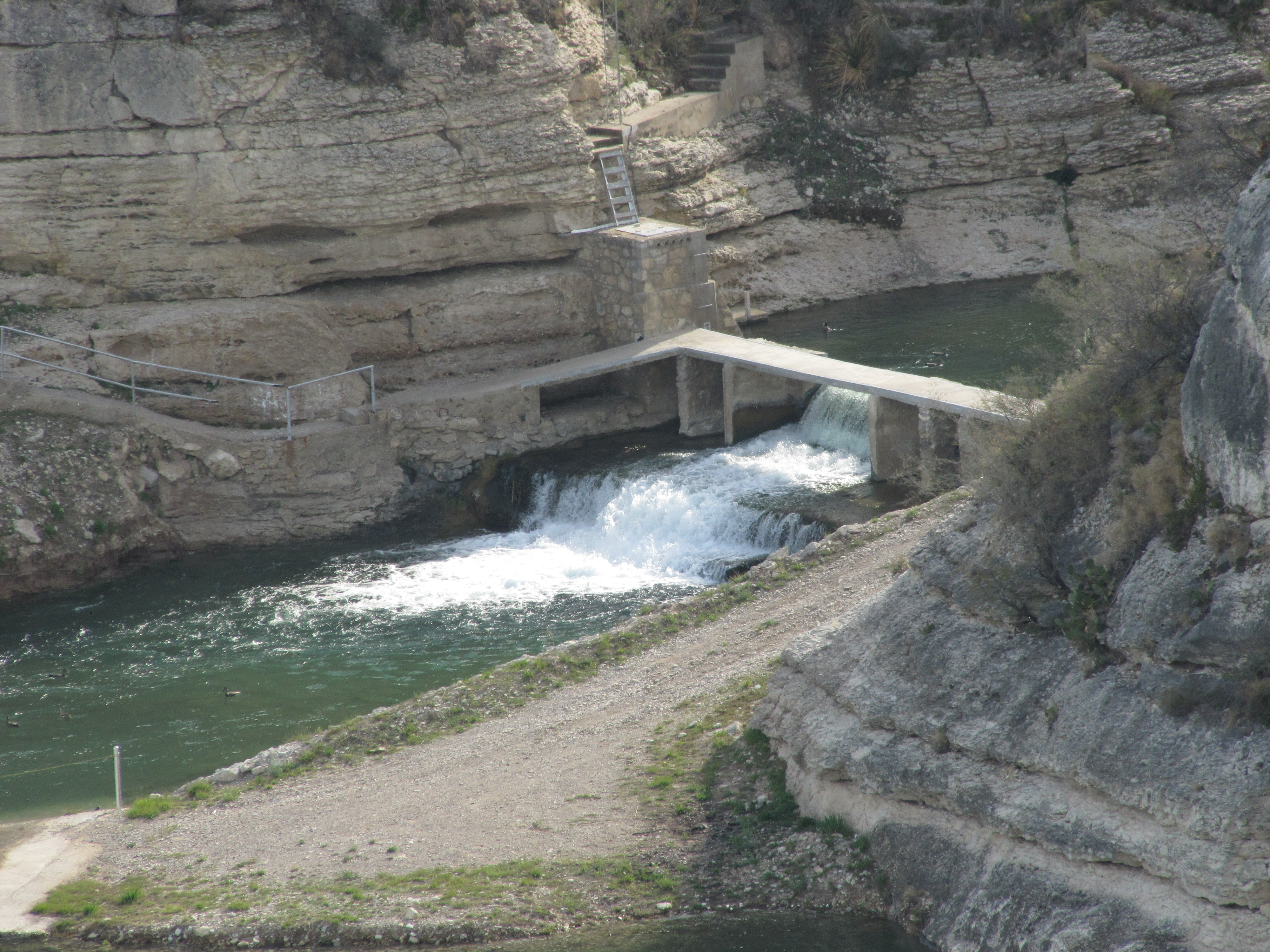
Agua saliendo del lado mexicano de la hidroeléctrica
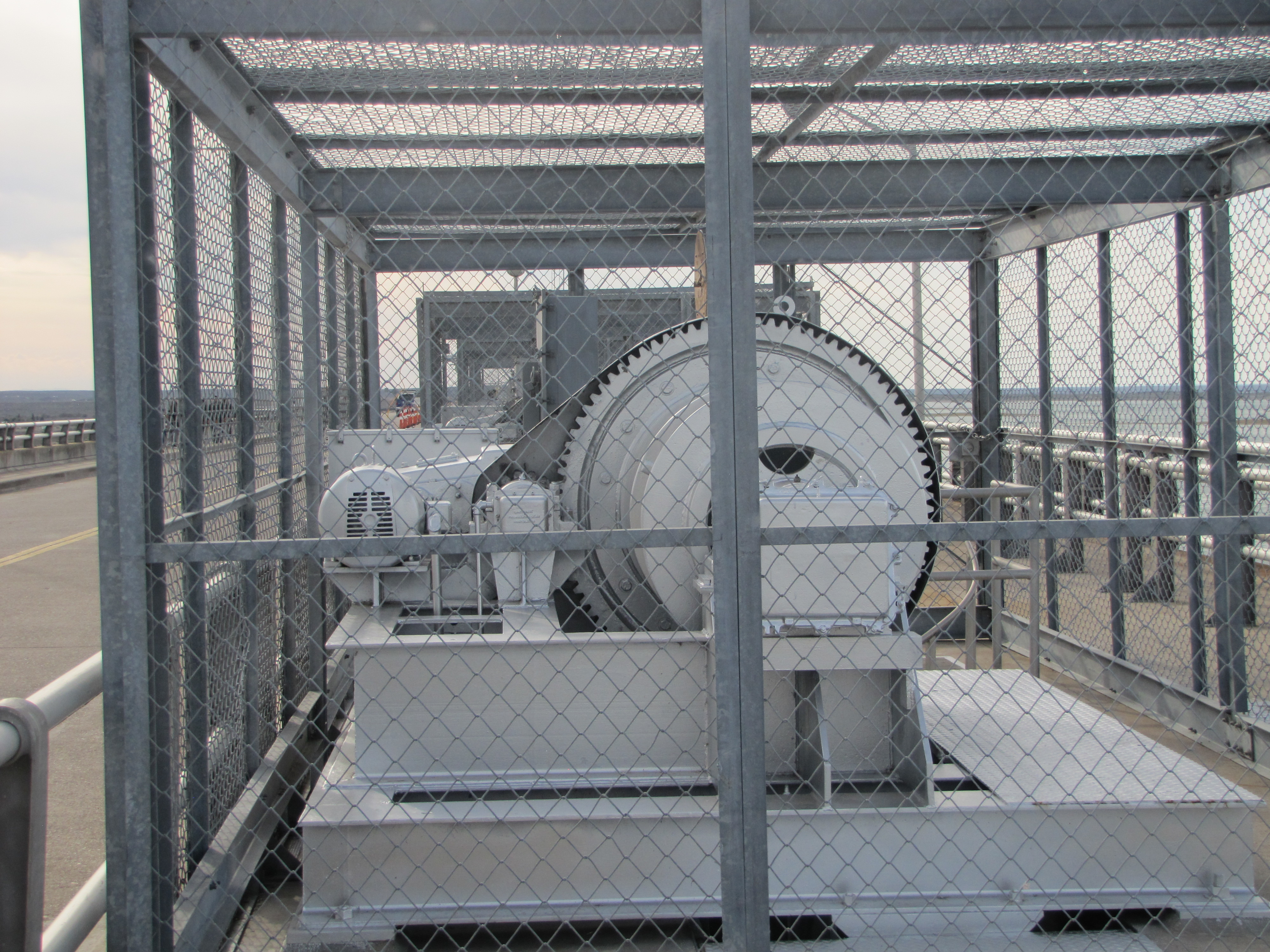
Motores para operar las compuertas de la obta de toma
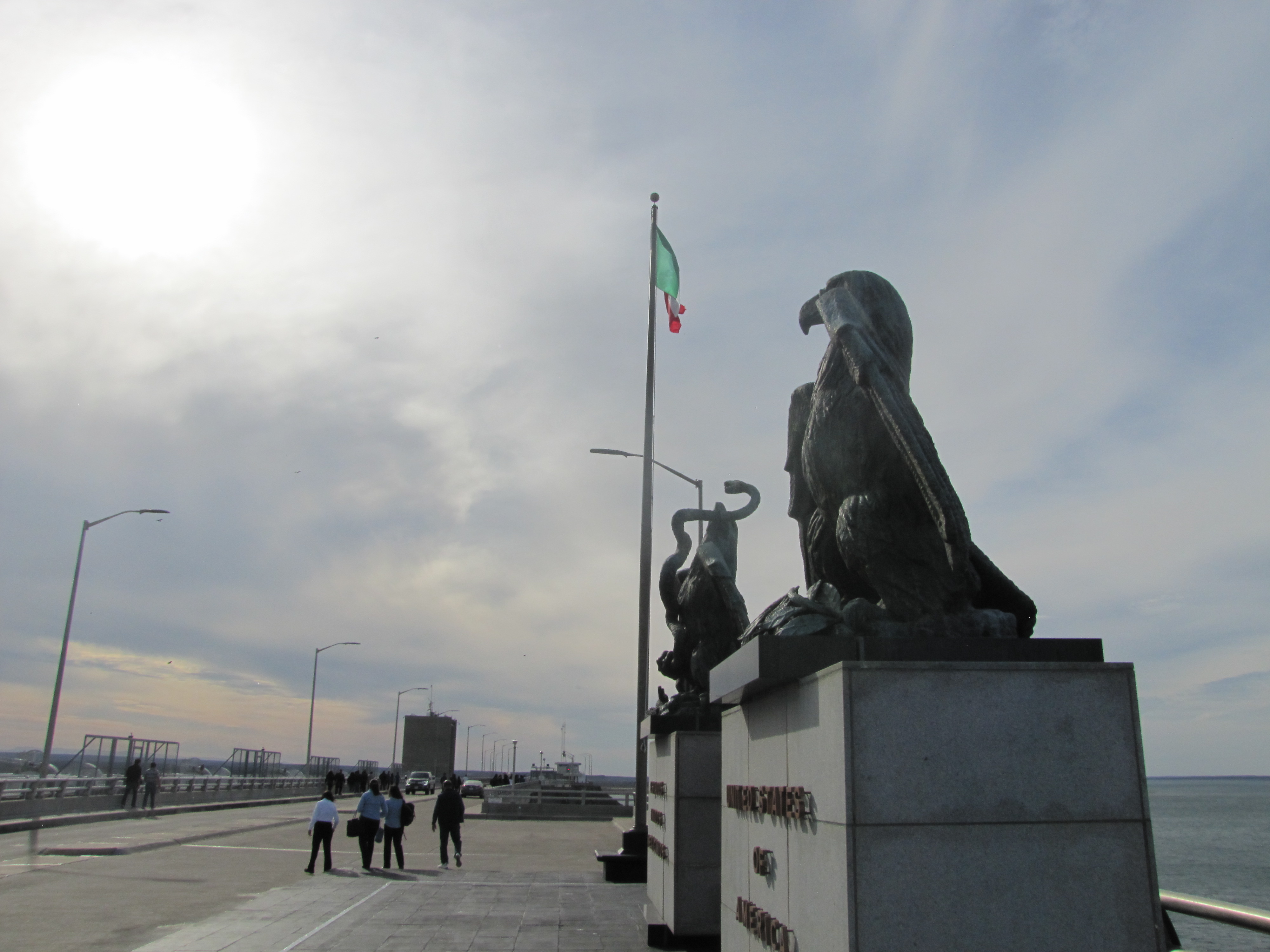
Escultura de las dos águilas, representando a los dos países, sobre la cortina de la Presa La Amistad
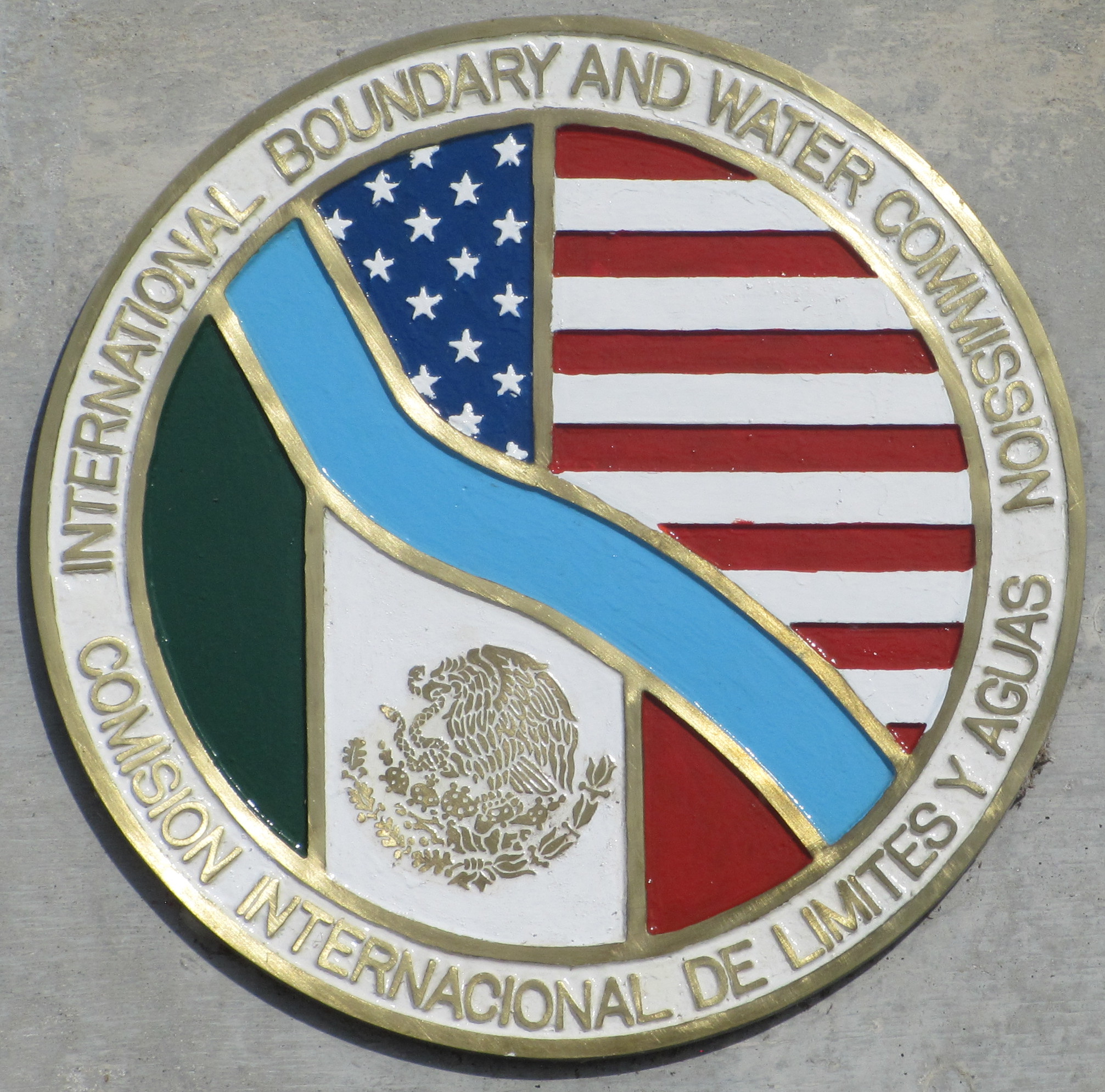
Placa de la Comisión Internacional de Límites y Aguas

Es una de las principales atracciones turísticas del municipio de Acuña Coahuila y del estado.